# Alaska (película)
Alaska es una película estadounidense de aventura y acción dirigida por Fraser Clarke Heston estrenada en 1996.

## Argumento
Con la muerte de su mujer, Jake Barnes se ha instalado en un pequeño pueblo costero de Alaska, Quincy. Jake es un piloto emérito que avitualla en avión las comarcas más inaccesibles del país. Una tarde, después de haber discutido violentamente con su hijo Sean, Jake despega para una misión de rutina. Algunas horas más tarde, su aparato se estrella en la cima de una montaña. Ante el fracaso de la búsqueda llevada por las autoridades locales, sus hijos Jessie y Sean convencidos de que su padre está vivo, se lanzan a buscarlo en la montaña.

## Reparto
- Thora Birch: Jessie Barnes
- Vincent Kartheiser: Sean Barnes
- Dirk Benedict: Jake Barnes
- Duncan Fraser: Koontz
- Gordon Tootoosis: Ben
- Ben Cardinal: Charlie
- Ryan Kent: Chip
- Don S. Davis: sargento Grazer
- Dolly Mardsen: Mrs. Ben
- Charlton Heston: Perry
- Agee: l'ós Cubby